# ایزو ۴۱۵۷
سیارک ۴۱۵۷ (به انگلیسی: 4157 Izu، نامگذاری:1988XD2) چهار هزار و صد و پنجاه و هفتمین سیارک کشف شده‌است که در ۱۱ دسامبر ۱۹۸۸ کشف شد.
قدر مطلق سیارک برابر ۱۱٫۹۰ است.